# Ceropegia anantii
Ceropegia anantii är en oleanderväxtart som beskrevs av S.R.Yadav, Sardesai och S.P.Gaikwad. Ceropegia anantii ingår i släktet Ceropegia och familjen oleanderväxter. Inga underarter finns listade i Catalogue of Life.